# 美国签证政策
美國簽證（英語：United States visas），是美国政府发放给外国人的、允许外国人访问美国的签证，簽發给需要前往并符合美国入境要求的外国人。除免簽證計劃國家的公民外，欲进入美国的外国公民必须到美国驻各国使领馆获得美国签证，但對墨西哥公民有另外的要求。波多黎各和美属维尔京群岛就外交范围属于美国国内领土，往返美国本土和波多黎各不涉及入境和海关的问题（都算在美国境内）；但是从外国进入波多黎各，需要美国签证，接受美國海關及邊境保衛局的入境審查。

## 概览
2012年，美国签证已派發給890萬名赴美的外國公民和48.2萬名移民。外籍人士前往美国，需要出示签证才能入境，除非他（她）具备以下条件：
- 免簽證計劃國家的公民（需要先在旅遊許可電子系統（ESTA）網站填寫資料並取得許可、完成缴付电子旅行许可证费用）
- 加拿大公民、符合条件的马绍尔群岛、密克罗尼西亚联邦和帕劳公民
- 居住于百慕大或开曼群岛的英国海外领土公民
- 巴哈马公民或居住于特克斯和凯科斯群岛的英国海外领土公民（须没有任何严重犯罪记录）
- 美国永久居民
- 根据其他法律规定，符合免签资格的人

美國簽證有185种类型，主要有兩個類別：
- 非移民簽證：旅遊，商務，工作或學習。
- 移民簽證：移民到美國的人。严格来说，移民签证是新移民第一次入境时需要的签证，入境后则需要办理美國永久居民卡（綠卡）作为之后再入境美国的证件。

## 申请过程
美国签证申请步骤分为如下步骤：

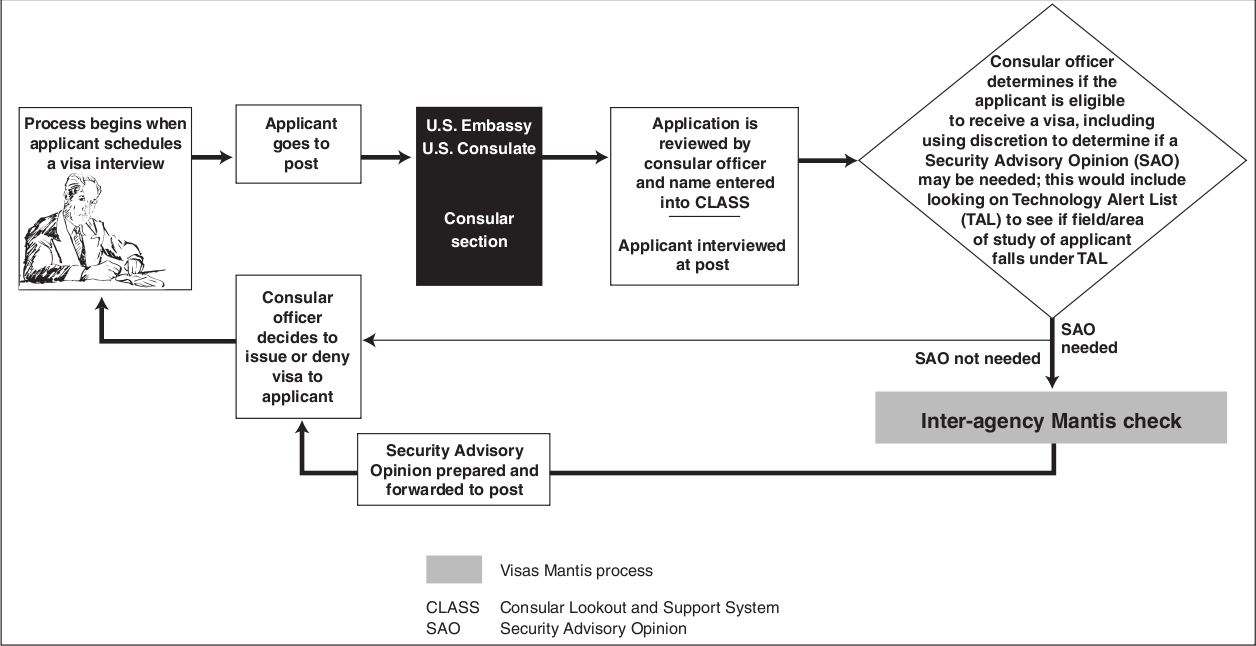
签证申请过程

用于申请美国签证的DS-160表格确认信

1. 选择适合申请人入境需求的签证，完成填写在线DS-160申请表格。2019年5月31日起，申请美国移民和非移民签证填寫DS-160时需要提交过去5年在20个社交网页上使用过的个人账号，只有部分外交和公务签证可以例外[6][7]；
2. 通过使领馆注册登记，缴纳申请费用以及预约面谈时间；
3. 在所选择的使领馆进行面谈（并不是所有的申请人都需要前来面谈）；
4. 如果通过，在所选择的使领馆（或代理机构）领取护照和签证。

美国使领馆的安检制度相对严格，所有申请人皆不可以携带食物、武器或者任何的液体（包括饮料、洗手液和抗菌胶液）进入使馆。所有的电子设备也是被禁止携带的，包括手机，摄影机，摄像机，收音机和电脑。
所有访客、商务、过境和学生签证的申请费为185美元（或等值货币，申请费视汇率变化而定，一旦拒签，费用不退）。而移民签证申请费则为205美元（美国公民及移民服务局移民费）。

## 签证类型

### 非移民签证
美国《1952年移民与国籍法》第101(a)(15)条下第(a)至(v)段规定了若干非移民的类别，大多数签证代码中的字母与段落的标号是对应的，例如B1/B2类签证就对应第101(a)(15)(B)段：

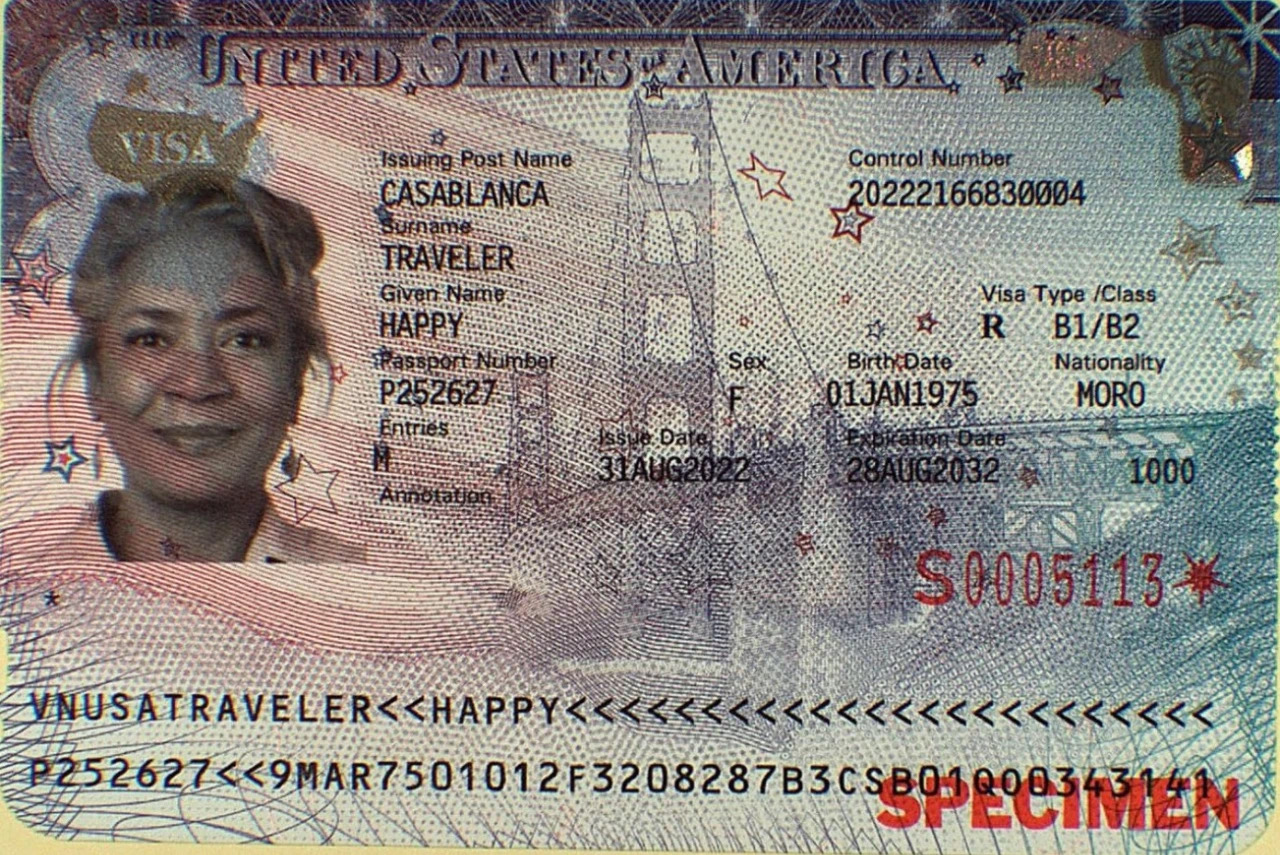
美国签证样板

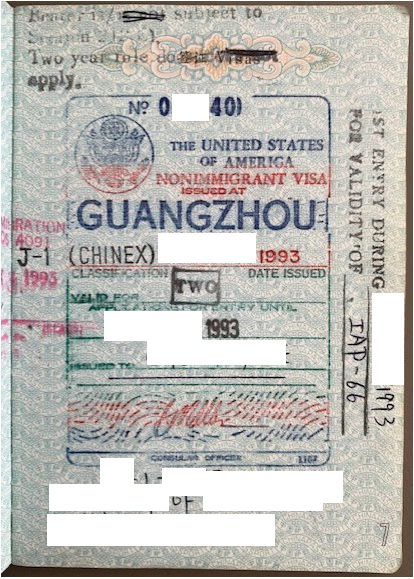
美國駐广州總領事館於1993年簽發給中國公民的两年访问簽證

an alien (other than one coming for the purpose of study or of performing skilled or unskilled labor or as a representative of foreign press, radio, film, or other foreign information media coming to engage in such vocation) having a residence in a foreign country which he has no intention of abandoning and who is visiting the United States temporarily for business or temporarily for pleasure
翻译：在外国有其无意放弃的住所、为商务或休闲而临时访问美国的外国人（不包括为学习、从事专业或非专业劳动而来者，或者作为外国出版社、电台、电影业或其他外国信息媒体的代表为从事该等职业而来者）
美国非移民签证设有以下类别。
| 类别                            | 适用对象                                                                   |
| A 外交/公务签证                 | A 外交/公务签证                                                            |
| ------------------------------- | -------------------------------------------------------------------------- |
| A-1                             | 因公前往美国的外国政府的部长、大使、领事或其他的职业外交官及他们的直系亲属 |
| A-2                             | 因公前往美国的外国政府的其他官员及他们的直系亲属                           |
| A-3                             | A-1签证和A-2签证持有者的随从、服务人员或私人雇员及后者的直系亲属           |
| B 商务/旅游签证                 |                                                                            |
| B-1                             | 前往美国进行短期商务活动的人员                                             |
| B-2                             | 前往美国旅游的人员                                                         |
| C 过境签证                      |                                                                            |
| C-1                             | 途经美国前往第三国的旅客（此签证可由B-1/B-2签证代替）                      |
| C-2                             | 连续过境往返联合国总部，或联合国官员从美国过境前往另一个国家               |
| C-3                             | 途经美国前往第三国的政府官员以及他们的直系亲属、随从、服务人员和私人雇员   |
| CW 北马里亚纳群岛过渡工人签证   |                                                                            |
| CW-1                            | 仅限北马里亚纳群岛过渡性工人                                               |
| CW-2                            | CW-1签证人员的配偶和子女                                                   |
| D 机组签证                      |                                                                            |
| D                               | 船员或机组人员                                                             |
| E 商业投资人员及其家属签证      |                                                                            |
| E-1*                            | 条约商人及他们的配偶和子女                                                 |
| E-2*                            | 条约投资人及他们的配偶和子女                                               |
| E-3                             | 澳大利亚自由贸易协议下的条约商人或条约投资人                               |
| F 学术类学生及其家属签证        |                                                                            |
| F-1                             | 参加学术学习的学生                                                         |
| F-2                             | F-1签证持有者的配偶和子女                                                  |
| F-3                             | 加拿大和墨西哥边境通勤学生                                                 |
| G 国际组织签证                  |                                                                            |
| G-1                             | 国际组织的被认可的外国政府成员国的首席代表、成员和家庭成员                 |
| G-2                             | 其他被认可的外国政府成员国的代表                                           |
| G-3                             | 国际组织的非被认可的外国政府的非成员国的首席代表、成员和家庭成员           |
| G-4                             | 国际组织的官员或职员以及家庭成员                                           |
| G-5                             | G-1、G-2、G-3和G-4签证持有者的服务员、仆人或私人助理以及家庭成员           |
| GX 关岛商务/旅游签证            |                                                                            |
| GB                              | 前往美国关岛进行短期商务活动的人员                                         |
| GT                              | 前往美国关岛旅游的人员                                                     |
| H 工作/培训签证                 |                                                                            |
| H-1A                            | 专业护士                                                                   |
| H-1B                            | 从事指定专业职业的短期专业工人                                             |
| H-1B1                           | 智利和新加坡自由贸易协定人员                                               |
| H-1C                            | 特殊领域的专业护士                                                         |
| H-2A                            | 前往美国进行短期农业作业的人员                                             |
| H-2B                            | 受到雇佣前往美国进行短期工作的人员                                         |
| H-3                             | 前往美国接受短期培训的人员                                                 |
| H-4                             | 前往美国接受短期培训的人员的配偶和子女                                     |
| I 记者及其家属签证              |                                                                            |
| I-1                             | 外国信息媒体的代表及其配偶和子女                                           |
| J 访问学者及其家属签证          |                                                                            |
| J-1                             | 交换访问人士                                                               |
| J-2                             | 交换访问人士的配偶和子女                                                   |
| K 婚姻签证                      |                                                                            |
| K-1*                            | 美国公民的未婚伴侣                                                         |
| K-2*                            | 美国公民的未婚伴侣的子女                                                   |
| K-3*                            | 等候移民签证的美国公民的未婚伴侣                                           |
| K-4*                            | 等候移民签证的美国公民的未婚伴侣的子女                                     |
| L 公司内调人员及其家属签证      |                                                                            |
| L-1*                            | 公司内部人员（跨国公司或集团的管理层，专长人士，或长期雇员）               |
| L-2*                            | 公司内部人员（跨国公司或集团的管理层，专长人士，或长期雇员）配偶和子女     |
| M 技能类学生及其家属签证        |                                                                            |
| M-1                             | 技术学院或其他非学术性质的学生                                             |
| M-2                             | 技术学院或其他非学术性质的学生的配偶和子女                                 |
| M-3                             | 加拿大和墨西哥边境通勤学生（技术类的）                                     |
| N 北约/军事外交人员及其家属签证 |                                                                            |
| NATO-1                          | 驻于美国的NATO会员国之代表及附属员工（包括顾问，谈判专家，及其家属）       |
| NATO-2                          | 非驻于美国的NATO会员国之代表及附属员工（包括顾问，谈判专家，及其家属）     |
| NATO-3                          | 陪同NATO-1的文书人员                                                       |
| N-8                             | Parent of SK-3 special immigrant                                           |
| NATO-4                          | 除NATO-1以外的NATO官员及其配偶与子女                                       |
| NATO-5                          | 非NATO-4类型的，代表NATO执行任务的人士，及其配偶与子女                     |
| NATO-6                          | 根据SOFA协定需入境的外国军事人员                                           |
| NATO-7                          | NATO-1至NATO-6类型人士的私人雇员（如：保姆，仆人等）                       |
| N-8                             | SK3 或 SN3 外国人的父母                                                    |
| N-9                             | N8 或 SK1、SK2、SK4、SN1、SN2 或 SN4 的子女                                |
| O 专业人员及其家属签证          |                                                                            |
| O-1*                            | 具有非凡能力或成就的工人                                                   |
| O-2*                            | 陪同并协助 O1 人员的工人                                                   |
| O-3*                            | O-1及O-2的配偶与子女                                                       |
| P-1*                            | 受国际认可的运动员或艺人                                                   |
| P-2*                            | 参加互惠项目的艺术家或艺人                                                 |
| P-3*                            | 参加独特文化项目的艺术家或艺人                                             |
| P-4*                            | P-1,P-1及P-3类型人士的配偶与子女                                           |
| Q 国际交流签证                  |                                                                            |
| Q-1                             | 国际文化交流项目的参与者                                                   |
| Q-2                             | 爱尔兰和平演变过程中的学徒                                                 |
| Q-3                             | Q-2类型人士的配偶与子女                                                    |
| R 宗教人员及其家属签证          |                                                                            |
| R-1                             | 神职人员                                                                   |
| R-2                             | R-1类型人士的配偶与子女                                                    |
| S 刑案证人及其家属签证          |                                                                            |
| S-5                             | 提供与有组织犯罪或企业犯罪有关的关键信息的人员                             |
| S-6                             | 提供与恐怖主义有关的关键信息的人员                                         |
| S-7                             | S-5及S-6类型人员的配偶与子女                                               |
| T 北美贸易协定专业人士签证      |                                                                            |
| TN                              | NAFTA专业人士                                                              |
| TD                              | TN类型人士的配偶及子女                                                     |
| T 人口贩运受害者及其家属签证    |                                                                            |
| T-1                             | 极度恶劣的人口贩卖之受害者                                                 |
| T-2                             | T-1类型人士的配偶                                                          |
| T-3                             | T-1类型人士的子女                                                          |
| T-4                             | T-1类型人士的未满21岁之父母                                                |
| U 刑案受害者及其家签证          |                                                                            |
| U1                              | 犯罪活动的受害者                                                           |
| U-2                             | U-1类型人士的配偶                                                          |
| U-3                             | U-1类型人士的子女                                                          |
| U-4                             | U-1类型人士的未满21岁之父母                                                |
| V 永久居民直系亲属签证          |                                                                            |
| V-1*                            | 美国永久居民的正在等待移民签证之配偶                                       |
| V-2*                            | 美国永久居民的正在等待移民签证之子女                                       |
| V-3*                            | V-1及V-2类型人士的子女                                                     |
| W 签证豁免                      |                                                                            |
| WB                              | 短暂的商业访问者：签证豁免                                                 |
| WT                              | 短暂的娱乐活动访问者：签证豁免                                             |

### 移民签证
美国的移民签证，主要分为家庭类移民和职业类移民两大类别。如常见的签证为EB-5签证。
2020年1月31日，美国特朗普政府宣佈暂停發放投资移民签证。又從2月22日起停止对缅甸、厄立特里亚、吉尔吉斯斯坦和尼日利亚公民发放移民签证。

## 免签证

### 一般豁免
- 加拿大 - 加拿大公民是可以在没有旅遊簽證的情况下進入美國的。但是，這是由另一個簽證簡化計劃規定的，而非免簽證計劃。該計劃也允許加拿大公民在美國就業。[14]加拿大公民可以使用NEXUS卡由加拿大進入美國，駕駛者也可持特許駕駛執照從陸路或海路進入美國。[15][16][17]
- 百慕大 - 與百慕達有連繫的英國海外領土公民，可以免簽連續逗留美國最多6個月。[14]要合符有關免簽資格，申請人必需持有英國海外領土公民（百幕達）護照，並包括護照封面印著「百慕達政府」、國籍欄上列明該持有人為「英國海外領土公民」或「英國屬土公民」，以及在備注欄蓋有「此護照持有人已登記成為百慕達公民（Holder is registered as a Bermudian）」、「此護照持有人擁有百慕達公民身份（Holder Possesses Bermudian Status）」 或「此護照持有人已被視為擁有百慕達公民身份（Holder is deemed to possess Bermudian status）」字樣的印章。[18]
- 开曼群岛 和   - 與百幕達公民一樣，開曼群島和特克斯與凱科斯群島的英國海外領土公民也可持其地區政府發出的護照豁免簽證申請進入美國，唯限制相比百幕達公民護照持有人更多，除了符合與百幕達公民相似的三個護照要求之外，也必須分別於開曼群島和特克斯與凱科斯群島的機場乘搭前往美國的直航班機方可得到簽證豁免權。此外，該兩地公民護照持有人在進入美國前，也需要得到美方確認有關人士未曾在美國犯過刑事罪行，如申請人少於十四歲，更需要向其護照發出地的警局申請無犯罪記錄證明前往[19]。
- 巴哈马 - 巴哈馬公民只能從拿騷或自由港乘搭前往美國的直航航班，並通過美國境外入境審查申請入境，才無需申請任何簽證逗留美國最多30天。如從其他國家的港口、機場或邊境管制站進入美國則需要簽證。

以下國家的公民，如符合条件，不需要簽證入境即可在美國無限期地居住、學習和工作：
| - 马绍尔群岛 - 密克羅尼西亞聯邦 - 帛琉 |

因出生而取得上述三个国家公民权的人，符合免签证条件。因归化而取得 马绍尔群岛或 密克羅尼西亞聯邦公民权的人，须是因出生取得该国公民权的人的亲属，并实际居住在当地，方符合免签证条件。因归化而取得 帛琉公民权的人，须在归化后在当地居住五年或以上，方符合免签证条件。
| 獲得免簽日期                                                                                     |
| ------------------------------------------------------------------------------------------------ |
| - 加拿大公民從來未需要持有簽證才能進入美國 - 1986年: 馬紹爾群島和密克羅尼西亞聯邦 - 1994年: 帛琉 |

### 免簽證計劃

美國及其領土
自由邦
免簽國家（6個月）
免簽證計劃國家（90天）
持無犯罪證明免簽（6個月）
需簽證進入美國
移民、訪問、學生和交流簽證暫停簽發
簽證簽發暫停
拒絕入境

所有免签证计划成员国的公民，可免办B签证前往美国并在美国境内旅行最多90天，需要先在ESTA網站填寫資料並取得許可、完成繳付電子旅行許可證費用。
另外，根据协议，马绍尔群岛、密克罗尼西亚联邦、帕劳及加拿大的公民，前往美国并短期停留不需要任何签证。而加拿大公民可以通过简易程序办理签证，前往美国学习或工作。
所有免签证计划成员国的公民如果在2011年3月1日当天或之后到访过或仍逗留在下列国家：伊拉克、伊朗、朝鲜、苏丹、叙利亚、利比亚、也门和索马里，就无法通过免签证计划出行或进入美国。免签证计划成员国的双重国籍公民若拥有伊拉克，伊朗，朝鲜和苏丹的国籍也不能通过免签证计划出行或进入美国。

### 關島和北馬里亞納群島免簽證計劃
美国本土的免签证计划对于关岛和北马里亚纳群岛同样有效，但这两个地区还有额外的免签计划。于1988年10月生效并受到间期性更新的关岛-北马里纳亚全岛免签计划，给予来自亚洲、欧洲以及大洋洲12个国家公民45天免签入境关岛以及北马里亚纳。与2009年生效的特别入境许可条款下，额外增加两个国家至该计划:
| - 中华人民共和国1（14天） - 香港2 - 日本 - 马来西亚 - 瑙鲁 | - 新西兰 - 新加坡 - 中華民國3 - 英国4 |  |

1 - 仅限北马里亚纳群岛。

2 - 需持有有效的香港永久性居民身份证前往。

3 - 护照需有登载持照人的中华民国国民身分证号码，须持有有效的中华民国国民身分证并乘坐从台湾出发的直飞航班前往。

4 - 所有英國國籍中，僅限英國公民和英國國民（海外）的護照持有人。英國國民（海外）必須同時帶備香港身份證在入境時查驗。
在ESTA或签证的条款下，访客也可持B-1/B-2签证入境该地区。
如果要充分利用该免签计划或特别入境许可进入该地区，旅客需要在国土安全部网上填写 I-736 表格，并持有可机读护照、不可退款的返程机票、以及没有飞往美国本土的意图。因为北马里纳亚群岛有针对外国劳工的特别签证，所有往返关岛以及马里纳亚群岛的旅客会接受移民检查。同样地，无论旅客最终目的地，所有离开关岛或马里纳亚群岛的旅客都会被接受检查。

### 白令海峡地区居民相互旅行
俄罗斯联邦楚科奇自治区的原居民如果有亲属（血缘关系、相同部落、相似语言文化）居住在阿拉斯加可免签证访问阿拉斯加州，阿拉斯加的原居民亦享受同等待遇。入境口岸仅限于阿拉斯加州的甘伯尔、诺姆及楚科奇自治区的阿纳德尔、普罗维杰尼亚、劳伦斯和乌厄连
前往阿拉斯加的俄罗斯公民必须有亲属的邀请，并提前10日告知有关部门，且必须在90日内离开阿拉斯加。
《白令海峡地区居民相互旅行协议》于1989年9月23日签署，美国于2015年7月17日通过生效该协议。

### 英屬維爾京群島及美屬維爾京群島免簽證計劃
英屬維爾京群島公民可以透過英屬維京爾群島及美屬維京爾群島免簽證計劃，使用其英國海外領土公民護照進入美屬維爾京群島，居於美屬維爾京群島的美國公民也可以依據此計劃進入英屬維爾京群島。唯英屬維爾京群島公民並未得到簽證豁免權或納入免簽證計劃，進入美國本土和其他美國屬地仍需申請簽證。

### 美属萨摩亚

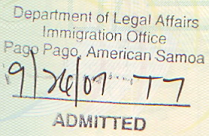
美属萨摩亚入境戳章

美属萨摩亚有自己的入境政策以及边境管理，所以美国签证政策不适用该地区。基于该情况，旅客不能使用美国签证或ESTA入境该地区。美国公民或美国国民可自由出入该地区。美国萨摩亚有自己的免签政策，来自“美国免签计划”国家的公民（另加加拿大国民，但不适用于爱尔兰国民）可以在网上登记“OK borad”获得电子许可，以入境该地区。不在免签计划国家的国民需要单独申请入境许可，“OK board”只能在美属萨摩亚司法部获取，不能经过美国驻外领事馆或大使馆申请。
要获取“OK borad”，旅客需提前48小时在网上申请，申请人需持有电子生物护照以及提供去程以及回程机票的影印副本。旅客需要可提前或入境时支付20美元。在申请时，旅客需要有当地陪同，当地陪同需要亲自出现在移民检查办公室，提供私有土地的地契或sa'o（主要负责人）以及 pulenu'u（村落部长）的亲笔签名。旅客也需要提供护照影印副本（至少出发前六个月内有效），去程以及来回机票，以及不同部门的许可（美属萨摩亚最高法院、位于帕果帕果的Lyndon B. Johnson热带医疗中心、美国国土安全部的当地机构，以及旅客所属国的警察和健康记录，同时还要支付40美元）。旅客需要至少在出发前30天申请许可，该许可最多给于30天的停留。
萨摩亚国民可以申请最多7天停留的团队旅游（费用有变动），或最多14天（10美元）或30天（40美元）的个人签证。比其他国家国民相比，萨摩亚国民需要更少的资料申请签证。

### 美国免签概览
| 国家或地区       | 陆地交通                       | 海上或空中交通                 | 所有交通方式 | 所有交通方式 | 所有交通方式   | 所有交通方式 |
| 国家或地区       | 美国50州及华盛顿特区、波多黎各 | 美国50州及华盛顿特区、波多黎各 | 美属维京群岛 | 关岛         | 北马里亚纳群岛 | 美属萨摩亚   |
| ---------------- | ------------------------------ | ------------------------------ | ------------ | ------------ | -------------- | ------------ |
| 加拿大           | 免签                           | 免签                           | 免签         | 免签         | 免签           | 电子旅行许可 |
| 百慕大           | 免签                           | 免签                           | 免签         | 免签         | 免签           | 需要许可     |
| 马绍尔群岛       | 免签                           | 免签                           | 免签         | 免签         | 免签           | 需要许可     |
| 密克羅尼西亞聯邦 | 免签                           | 免签                           | 免签         | 免签         | 免签           | 需要许可     |
| 帛琉             | 免签                           | 免签                           | 免签         | 免签         | 免签           | 需要许可     |
|                  | 免签                           | 电子旅行许可                   | 电子旅行许可 | 免签         | 免签           | 电子旅行许可 |
|                  | 免签                           | 电子旅行许可                   | 电子旅行许可 | 免签         | 免签           | 电子旅行许可 |
| 日本             | 免签                           | 电子旅行许可                   | 电子旅行许可 | 免签         | 免签           | 电子旅行许可 |
| 新西兰           | 免签                           | 电子旅行许可                   | 电子旅行许可 | 免签         | 免签           | 电子旅行许可 |
| 新加坡           | 免签                           | 电子旅行许可                   | 电子旅行许可 | 免签         | 免签           | 电子旅行许可 |
|                  | 免签                           | 电子旅行许可                   | 电子旅行许可 | 免签         | 免签           | 电子旅行许可 |
| 臺灣             | 免签                           | 电子旅行许可                   | 电子旅行许可 | 免签         | 免签           | 电子旅行许可 |
| 英國             | 免签                           | 电子旅行许可                   | 电子旅行许可 | 免签         | 免签           | 电子旅行许可 |
| 安道尔           | 免签                           | 电子旅行许可                   | 电子旅行许可 | 电子旅行许可 | 电子旅行许可   | 电子旅行许可 |
| 奥地利           | 免签                           | 电子旅行许可                   | 电子旅行许可 | 电子旅行许可 | 电子旅行许可   | 电子旅行许可 |
| 比利时           | 免签                           | 电子旅行许可                   | 电子旅行许可 | 电子旅行许可 | 电子旅行许可   | 电子旅行许可 |
| 智利             | 免签                           | 电子旅行许可                   | 电子旅行许可 | 电子旅行许可 | 电子旅行许可   | 电子旅行许可 |
| 捷克             | 免签                           | 电子旅行许可                   | 电子旅行许可 | 电子旅行许可 | 电子旅行许可   | 电子旅行许可 |
| 丹麦             | 免签                           | 电子旅行许可                   | 电子旅行许可 | 电子旅行许可 | 电子旅行许可   | 电子旅行许可 |
| 爱沙尼亚         | 免签                           | 电子旅行许可                   | 电子旅行许可 | 电子旅行许可 | 电子旅行许可   | 电子旅行许可 |
| 芬兰             | 免签                           | 电子旅行许可                   | 电子旅行许可 | 电子旅行许可 | 电子旅行许可   | 电子旅行许可 |
| 法國             | 免签                           | 电子旅行许可                   | 电子旅行许可 | 电子旅行许可 | 电子旅行许可   | 电子旅行许可 |
| 德国             | 免签                           | 电子旅行许可                   | 电子旅行许可 | 电子旅行许可 | 电子旅行许可   | 电子旅行许可 |
| 希腊             | 免签                           | 电子旅行许可                   | 电子旅行许可 | 电子旅行许可 | 电子旅行许可   | 电子旅行许可 |
| 匈牙利           | 免签                           | 电子旅行许可                   | 电子旅行许可 | 电子旅行许可 | 电子旅行许可   | 电子旅行许可 |
| 冰島             | 免签                           | 电子旅行许可                   | 电子旅行许可 | 电子旅行许可 | 电子旅行许可   | 电子旅行许可 |
| 拉脫維亞         | 免签                           | 电子旅行许可                   | 电子旅行许可 | 电子旅行许可 | 电子旅行许可   | 电子旅行许可 |
| 列支敦斯登       | 免签                           | 电子旅行许可                   | 电子旅行许可 | 电子旅行许可 | 电子旅行许可   | 电子旅行许可 |
| 立陶宛           | 免签                           | 电子旅行许可                   | 电子旅行许可 | 电子旅行许可 | 电子旅行许可   | 电子旅行许可 |
| 盧森堡           | 免签                           | 电子旅行许可                   | 电子旅行许可 | 电子旅行许可 | 电子旅行许可   | 电子旅行许可 |
| 馬爾他           | 免签                           | 电子旅行许可                   | 电子旅行许可 | 电子旅行许可 | 电子旅行许可   | 电子旅行许可 |
| 摩納哥           | 免签                           | 电子旅行许可                   | 电子旅行许可 | 电子旅行许可 | 电子旅行许可   | 电子旅行许可 |
| 荷蘭             | 免签                           | 电子旅行许可                   | 电子旅行许可 | 电子旅行许可 | 电子旅行许可   | 电子旅行许可 |
| 挪威             | 免签                           | 电子旅行许可                   | 电子旅行许可 | 电子旅行许可 | 电子旅行许可   | 电子旅行许可 |
| 葡萄牙           | 免签                           | 电子旅行许可                   | 电子旅行许可 | 电子旅行许可 | 电子旅行许可   | 电子旅行许可 |
| 西班牙           | 免签                           | 电子旅行许可                   | 电子旅行许可 | 电子旅行许可 | 电子旅行许可   | 电子旅行许可 |
| 圣马力诺         | 免签                           | 电子旅行许可                   | 电子旅行许可 | 电子旅行许可 | 电子旅行许可   | 电子旅行许可 |
| 斯洛伐克         | 免签                           | 电子旅行许可                   | 电子旅行许可 | 电子旅行许可 | 电子旅行许可   | 电子旅行许可 |
| 斯洛維尼亞       | 免签                           | 电子旅行许可                   | 电子旅行许可 | 电子旅行许可 | 电子旅行许可   | 电子旅行许可 |
| 瑞典             | 免签                           | 电子旅行许可                   | 电子旅行许可 | 电子旅行许可 | 电子旅行许可   | 电子旅行许可 |
| 瑞士             | 免签                           | 电子旅行许可                   | 电子旅行许可 | 电子旅行许可 | 电子旅行许可   | 电子旅行许可 |
| 愛爾蘭           | 免签                           | 电子旅行许可                   | 电子旅行许可 | 电子旅行许可 | 电子旅行许可   | 需要许可     |
| 巴哈马           | 需要签证                       | 需要提供由警方签发的记录       | 需要签证     | 需要签证     | 需要签证       | 需要许可     |
| 英屬維爾京群島   | 需要签证                       | 需要提供由警方签发的记录       | 免签         | 需要签证     | 需要签证       | 需要许可     |
| 开曼群岛         | 需要签证                       | 需要提供由警方签发的记录       | 需要签证     | 需要签证     | 需要签证       | 需要许可     |
|                  | 需要签证                       | 需要提供由警方签发的记录       | 需要签证     | 需要签证     | 需要签证       | 需要许可     |
| 香港             | 需要签证                       | 需要签证                       | 需要签证     | 免签         | 免签           | 需要许可     |
| 马来西亚         | 需要签证                       | 需要签证                       | 需要签证     | 免签         | 免签           | 需要许可     |
|                  | 需要签证                       | 需要签证                       | 需要签证     | 免签         | 免签           | 需要许可     |
| 瑙鲁             | 需要签证                       | 需要签证                       | 需要签证     | 免签         | 免签           | 需要许可     |
| 中国大陆         | 需要签证                       | 需要签证                       | 需要签证     | 需要签证     | 免签           | 需要许可     |

## 拒签

### 法律框架
《1952年移民与国籍法》第212(a)条下规定了若干不可入境情况（inadmissibility），包括传染病、虚假陈述、刑事犯罪、迫害人权等，但这不是非移民签证最常见的拒签理由。最常见的拒签理由是该法第214(b)条所规定的类别推定——
Every alien (other than a nonimmigrant described in subparagraph (L) or (V) of section 101(a)(15), and other than a nonimmigrant described in any provision of section 101(a)(15)(H)(i) except subclause (b1) of such section) shall be presumed to be an immigrant until he establishes to the satisfaction of the consular officer, at the time of application for a visa, and the immigration officers, at the time of application for admission, that he is entitled to a nonimmigrant status under section 101(a)(15).  ......
翻译：每一外国人（除第101(a)(15)条第(L)、(V)段描述的非移民之外，以及除第101(a)(15)(H)(i)条下任何部分，但不包括该条第(b1)段，所描述的非移民之外）将被推定为移民，直至其在申请签证时确立并使领事官员信纳、在申请入境时确立并使移民官员信纳，其具有第101(a)(15)条下的某一非移民身份为止。…….
此处的“移民”一词是一个拥有宽泛外延宽泛的法律术语，其包括重罪犯、毒贩、非法就业者，并不单指“移民”（意图定居者）。因此除非申请人申请的是L类、V类或H-1类签证，否则申请人将首先被推定为不符合非移民签证资格（因为被归类为移民），直至其自证合格。根据该法第291条，举证责任落在申请人自己身上。
第101(a)(15)条下定义的非移民类别中，绝大多数带有“拥有在外国无意放弃的住所的（having a residence in a foreign country which he has no intention of abandoning）”这一定语，包括最常见的B-1类（商务）、B-2类（休闲）、F-1类（学生）和J-1类（访问学者）。《1952年移民与国籍法》没有直接提及判定标准，但外交事务手册提及：申请人必须证明有永久性工作、有意义的商业或财务关系、密切的家庭关系或社会或文化联系，这将表明有强烈的返回原籍国的动机。学生签证（F类）中“国外住所”的要求与其他类别的非移民签证不同：学生缺乏更成熟的签证申请人所具有的强大的经济和社会联系、他们也计划在美国停留更长时间；领事官员应当考虑申请人目前的意图，而不是他们在美国长期逗留后可能会做什么。
对B类或F类签证的拒签没有行政上诉机制，也没有司法复核机制。领事官员做出的事实性认定，例如认定“申请人没有在外国无意图放弃的住所”是终局认定，并将直接导致拒签的结果。领事官员没有义务向申请人说明具体的理由，而只需要告知申请拒签的法律依据为214(b)——美国国务院要求领事官员向申请人发出预先印制的格式信件。美国最高法院在1950年的Shaughnessy案中说“无论国会授权何种程序，就被拒绝入境的外国人而言，这都是正当程序”。这一原则被称为“领事全权原则（consular absolutism）”或者“领事不可审查原则（consular nonreviewablity）”。然而，这一原则只是美国法律和法院判决创设的，它不是英美普通法的直接结果——在同属普通法系的加拿大，《移民与难民保护法》第72条列明签证官的一切决定都可以受到司法复核，而签证官做出决定的具体理由可以根据《信息获取法》和《隐私法》加以调取；如果签证官的决定不符合Vavilov案中确立的正当、透明、可理解的要求，其决定将被法院认定为不合理，并加以推翻。

### “签证武器化”指控
中国外交部发言人华春莹在2019年10月23日的例行记者会上称，经向中国国家航天局了解核实，中方代表团集体缺席今年的国际宇航联大会，原因就是美方没有及时发放签证。她又表示有媒体报道，近期美方违反1947年《联合国和美国关于联合国总部的协定》中规定必须承担的义务，拒绝向多名俄罗斯、伊朗等国赴美出席第74届联大的代表团成员发放签证。她又说：美方把签证问题‘武器化’，一再藐视国际责任和义务，阻碍正常的国际交流与合作，对国际社会各方正当权益造成损害。我们敦促美方认真反省，切实改正。
同年10月25日，美国国务院发言人奥特加斯在一份声明中说，美国拒绝中国外交部对美国对华签证政策的“无端和毫无根据的描述。奥特加斯说，美国承认太空合作的重要性，鼓励广泛地参与和参加今年的国际宇航联大会，但根据美国的法律，签证记录属于保密文件，我们不能讨论个人签证案。在上个财政年度，美国领事馆官员在中国发放了130多万个签证 ，美国驻中国的使领馆“是世界上最大的一些签证发放处”。

### 相关事件
最著名的被拒签人士是现任印度总理纳伦德拉·莫迪，由于莫迪担任首席部长期间古吉拉特邦在2002年发生严重宗教冲突，他于2005年申请美国外交签证时被当时的小布什政府以移民法裡一条从未被引用过的条款“外国政府人员若蓄意迫害宗教信仰需禁止其入境美国”而被拒签，当时他持有的B1/B2签证亦被撤销。2014年，莫迪赢得印度总理选举，奥巴马政府收回之前做出的决定，表示将对其放行。另外，普拉博沃·苏比安托也是被拒签的著名人士，2000年，美国国务院拒绝了普拉博沃赴波士顿参加其子毕业典礼的签证申请，当时并未说明原因；而在2012年，他仍然被拒签，美方指其在苏哈托下台后煽动暴乱，导致数百人死亡。
2020年1月24日起，若美国领事官员有理由相信旅游签证的申请人赴美主要目的是为生育、令孩子成为美国公民，将拒绝向申请人发放签证。
2021年5月13日，美国驻华大使馆以其父亲是公安部的工作人员为由，拒绝一名中国大陆学生的签证。美国大使馆表示停止颁发对于中华人民共和国国家移民管理局、国家安全部、公安部等部门现役人员的配偶和子女签证，源自美国国务卿的指示。中方表示美方行为破坏中美两国人员交往，不利中美关系的发展。

## 拒绝入境和取消签证
美国签证是允许持有人前往美国口岸申请入境的文件，并不能确保申请人一定能入境。《1952年移民与国籍法》第214(b)条不仅适用于“申请签证时”，也适用于“申请入境时”。如果签证持有人未能在申请入境时说服移民官他们具有签证类别所对应的非移民身份，其仍然将被推定为移民，并将根据该法第212(a)(7)(A)(i)(I)条，以“申请人是未持有移民签证的移民”的技术性理由拒绝其入境。
如果申请人被拒绝入境，则将会进入快速遣返程序。《1952年移民与国籍法》第242(a)(2)条列明被快速遣返者不能就该遣返令寻求司法复核。该法第212(a)(9)(A)条亦规定遭快速遣返者五年内不准入境美国。有时移民官员会准许申请人自愿撤回入境申请，此情况不属于快速遣返，而当事人也不会被禁止入境五年。无论是自愿撤回入境申请还是快速遣返，当事人持有的非移民签证通常会根据该法第221(i)条及美国联邦法典第22章第41.112(d)条予以撤销。
发出签证的领事馆的官员有权根据《1952年移民与国籍法》第221(i)条随时撤销已经发出的签证。根据“领事不可审查原则”，当事人并无陈述、抗辩等正当程序权利。

## 国别限制

### 入境禁令
以下國家護照持有人因美国第45任总统唐納德·川普的入境禁令而被禁止入境：
- 伊朗（禁止移民和非移民，F、M、J簽除外）
- 叙利亚（禁止所有簽證）
- 苏丹（2017年1月-2月、3月-6月）
- 伊拉克（2017年1月-2月）
- 利比亞（禁止移民和非移民B簽）
- （禁止移民）
- 葉門（禁止移民和非移民B簽）
- （禁止所有簽證）
- （禁止移民和非移民B簽）
- 委內瑞拉（禁止委內瑞拉政府機關人員及相關人士的非移民B簽）
- 中华人民共和国（為避免軍事技術外流，禁止部分与军方有关联留学生及相关人员的非移民F签与J签[62]）

此外，作為对俄烏戰爭的反应，凡持有於克里米亞或頓巴斯俄佔地區簽發的俄羅斯護照，均會被拒入境美國，與上述禁令無關。

### 暫停簽發
- 土耳其 （非移民簽證）
- 俄羅斯 （曾經暫停簽發一星期）

### 限制簽發
美國政府以「合作不足」為由限制簽發對以下國民的簽證：
- 柬埔寨（該國外交部總監級官員或以上及其家屬的非移民B簽）
- （非移民B簽）
- 几内亚（該國官員及其家屬的非移民B、F、J、M簽）
- （該國外交部及移民廳官員的移民B簽）

### 中华人民共和国护照长期簽证更新
自2016年11月29日起，所有持中华人民共和国护照并获最长有效期十年的B1/B2、B1或B2签证的个人若没有进行有效的EVUS（签证更新电子系统）登记将无法进入美国。对于搭乘多段航班前往美国的旅行者，EVUS登记信息将在他们进行第一个航班登记时进行验证。登记有效期为两年，到期后或护照及签证信息改变时，必须重新登记。

## 外部連結
- United States Visas
- U.S. Immigration Statistics
- Visa Reciprocity and Country Documents Finder of the United States
- US Citizenship and Immigration Service
- （页面存档备份，存于）
- （页面存档备份，存于）
- 中文美国签证资料大全 （页面存档备份，存于）